# 鄒嶧賢
鄒嶧賢（？年—？年），號淑軒，內江人，由嘉慶辛酉舉人，大挑二等，道光七年任鄰水縣教諭。道光十九年三月，籤掣廣西富川縣知縣，道光二十四年十月，勒令休致，南昌縣教諭、興國縣知縣。